# 风中奇缘 (电影)
《風中奇緣》是一部由華特迪士尼於1995年製作並發行的動畫電影。它首次的上映日期是1995年6月16日，為第33部華特迪士尼經典動畫長片，也是迪士尼文藝復興的第六部作品。此部電影的劇情是迪士尼首次取材於真實歷史人物的故事與民間故事混合編輯而成，主角为美洲原住民印地安人公主宝嘉康蒂。其主要敘述了主角寶嘉康蒂和英國探險家約翰·史密斯相遇後發生的愛情故事、以及來自維吉尼亞公司的商人們踏上了印第安人的土地後對原住民的生活所帶來的變化。
《風中奇緣》由麥克·蓋布瑞爾和艾瑞克·戈德堡執導。配音陣容包括梅爾·吉勃遜、艾琳·贝达爾德、大衛·奧登·史帝爾斯、約翰·卡西爾、羅素·敏斯、比利·康諾利、法蘭克·維爾克、克里斯汀·貝爾和琳达·亨特等人。配樂由亞倫·孟肯創作，他還與史蒂芬·施沃茨一起創作電影的歌曲。
在《救難小英雄澳洲歷險記》上映後，蓋布瑞爾在感恩節週末構思了這部電影。最終《風中奇緣》與《獅子王》於同一時期製作，並吸引了大部分迪士尼頂級動畫家參與製作。與此同時，迪斯尼工作室主席傑弗瑞·卡森伯格決定將《風中奇緣》的調性設定成嚴肅的浪漫史詩故事，並具有與《美女與野獸》相似的風格且也能獲得奧斯卡最佳影片獎的提名，編劇卡爾·賓德爾、蘇珊娜·葛蘭特和菲利普·拉澤卜尼克則對電影中的歷史情節採取了想像性的自由，並改寫成令現代觀眾也能接受的劇情。
《風中奇緣》於1995年6月16日發行，評論家們對於電影反應不一，他們讚揚了它的動畫、聲音表演和音樂，但批評它的故事缺乏對語氣的關注。這部電影的歷史錯誤和種族色彩也得到兩極分化的反應。最終《風中奇緣》的票房收入超過3.46億美元。這部電影憑藉亞倫·孟肯的配樂獲得了兩項奧斯卡最佳音樂或喜劇配樂獎和《Colors of the Wind》的最佳原創歌曲。根據評論家的說法，風中奇緣將主角描繪成一個有能力的女英雄，也影響了後來的迪士尼電影如《花木蘭》和《冰雪奇緣》（2013）等。另外，其續集則是由迪士尼於1998年以錄影帶首映的方式上映。

## 劇情
故事背景為17世紀的1607年，殖民主義快速發展的競爭時代。一艘船，載著來自維吉尼亞公司的英國探險家們，正前往北美洲，準備尋找金礦和其它值錢的資源。船上的領導者有上尉約翰·史密斯（John Smith）以及總督約翰·雷利夫（John Ratcliffe）兩人。途中，這艘船遭遇了一場暴風雨，就在一名菜鳥水手湯瑪斯（Thomas）意外地落水時，史密斯也跳入了水中，救了湯瑪斯一命，他們兩人也成為了好朋友。
此時，在「新大陸」上，印第安包華頓酋長（Chief Powhatan）的女兒寶嘉康蒂（Pocahontas）聽說了她父親希望她能夠嫁給部落中最強壯的戰士——高剛（Kocoum）的消息。不過寶嘉康蒂認為高剛太過於嚴肅而不想嫁給他，於是就去向森林中一棵會說話的樹靈——柳樹婆婆（Grandmother Willow）請求建議。而柳樹婆婆則告訴了寶嘉康蒂，要她聆聽自己的心。
那艘載滿了英國人的船在維吉尼亞州登陸後，總督雷利夫就下令所有的船員都開始挖掘金礦。史密斯則一個人走進了森林中探險，並遇到了寶嘉康蒂。寶嘉康蒂在她和史密斯相處的期間教導了他要以一種和之前完全不同的角度來觀看這個世界，萬物都充滿了靈性、處處是美、俯拾皆是，而不要將寶嘉康蒂的族人們當成「野蠻人」來看待。但此時，在挖掘金礦的地點，包華頓的戰士和英國人發生了一場衝突，其中一名印第安戰士中了槍。於是戰士們就決定撤退，此舉使得酋長認為白人們非常危險，不允許族人靠近他們，並決定召集附近的邦交部落聯合起來對抗白人。
幾天後，當寶嘉康蒂又遇見史密斯時，她就告訴史密斯這附近的土地並沒有金礦，兩人也相約好當天晚上要在柳樹婆婆下再見面。但是，當寶嘉康蒂回到了部落中，卻發現附近邦交部落的戰士已經抵達了，準備幫助包華頓部落一起對抗白人。另一方面，史密斯回到營地後，告訴了總督這附近沒有金礦，但總督卻不相信他，認為印第安人私底下藏著許多金礦。
那天晚上，寶嘉康蒂最好的朋友妮可曼（Nakoma）發現她又偷偷地離開部落，於是就去通知了高剛。同時，史密斯也悄悄地離開了營地，卻被湯瑪斯和總督發現了，於是總督就命令湯瑪斯去跟蹤史密斯。寶嘉康蒂和史密斯在相遇後，柳樹婆婆就說服史密斯去和包華頓酋長談一談，盡量避免戰爭的發生。當史密斯答應去見酋長後，寶嘉康蒂就感到非常高興，緊緊地抱住了史密斯。在湯瑪斯和高剛兩人暗地的監視下，他們兩人親吻了。高剛由於心生嫉妒，就跳了出來向史密斯撲了上去，打算用小刀殺死他，而湯瑪斯見到此狀後，就開槍射殺了高剛。槍聲引起了一些印第安人的注意，於是史密斯就叫湯瑪斯趕快逃離現場。但當印第安人抵達後，認為在場的史密斯就是射殺高剛的兇手，於是就將史密斯抓了起來，帶回部落，包華頓酋長就下令隔天一早在戰爭開始之前就將史密斯處決。湯瑪斯回到了營地，並告訴大家史密斯被抓走的消息。總督就趁著這個機會，打算隔天早上就出發攻擊印第安人，同時解救史密斯。
隔天早晨，就在史密斯要被處決時，總督的軍隊抵達了現場。就在包華頓酋長要殺死史密斯的那一刻，寶嘉康蒂撲了上去，抱住史密斯，並告訴她的父親，如果他非得要殺掉史密斯，他就必須先殺死自己的女兒。酋長命令她離開，但寶嘉康蒂拒絕了，並告訴了她的父親，她愛上了史密斯。寶嘉康蒂向她的父親說，戰爭帶來的後果將不堪設想，她選擇的路就是要和史密斯在一起，和平相處而非互相殺戮。寶嘉康蒂希望她的父親能夠再三思考自己所要選擇的路：戰爭或者和平。在思考過寶嘉康蒂說的話後，酋長決定選擇和平，並聲明他將不會再發起任何戰爭。於是，印第安人的戰士們以及英國的軍人們也都跟著放下了武器。不過，在酋長下令釋放史密斯時，不服氣的總督向酋長開了一槍，史密斯見狀後就立即朝酋長撲了上去，而使得自己中槍。英國人們看見後，就將總督抓了起來，要以背叛罪行將他送回英國接受處罰。
史密斯活了下來，但傷勢嚴重的他必須回到英國接受醫療手術，否則將會死亡。在史密斯要被送上船之前，他告訴其他人再等一會兒，因為寶嘉康蒂答應過他會再來看他一眼。就在那時，寶嘉康蒂和她的一些族人從樹林中走了出來，還帶了許多裝滿了食物的籃子要送給他們。寶嘉康蒂走向前，給了史密斯一袋柳樹婆婆的樹皮，告訴他那能夠減輕他的疼痛。酋長包華頓則是給了史密斯一個代表部落的頭巾，並告訴史密斯自己的族人將會永遠歡迎他們的到來。酋長也因為自己被史密斯救了一命而向史密斯道謝，還稱呼他「兄弟」。史密斯希望寶嘉康蒂能夠和他一起回去英國，但寶嘉康蒂卻流著眼淚，告訴史密斯自己必須留在部落中，而這也是她想要選擇的道路。最後，寶嘉康蒂跑到了懸崖旁，目送著英國人的大船駛離河道，航向大海，故事結束。

## 配音员
| 配音                        | 配音                                             | 配音                                                                         | 配音                         | 配音                                    | 角色 |
| 美國                        | 台灣                                             | 香港                                                                         | 中国                         |                                         | 角色 |
| --------------------------- | ------------------------------------------------ | ---------------------------------------------------------------------------- | ---------------------------- | --------------------------------------- | ---- |
| 艾琳·貝達德 朱迪·庫恩（唱） | 辛曉琪                                           | 魏綺清 李蕙敏（唱）                                                          | 苏柏丽 金子涵（唱）          | 寶嘉康蒂（Pocahontas）                  | 角色 |
| 梅尔·吉布森                 | 劉德華 (對白及唱歌)                              | 劉德華 (對白及唱歌)                                                          | 姜广涛                       | 約翰·史密斯；台譯為莊邁斯（John Smith） | 角色 |
| 大衛·奧根·史蒂爾斯          | 田平春 龙祥辉（唱）                              | 周志輝 (對白及唱歌)                                                          | 雷里夫（Governor Ratcliffe） |                                         |      |
| 大衛·奧根·史蒂爾斯          | 劉傑                                             | 吳錦源                                                                       | 華根（Wiggins）              |                                         |      |
| 約翰·卡斯爾                 | 使用原音                                         | 使用原音                                                                     | 米糕（Meeko）                |                                         |      |
| 羅素·敏斯 吉姆·康明斯（唱） | 徐健春                                           | 葉振邦 (對白及唱歌)                                                          | 酋長包華頓（Chief Powhatan） |                                         |      |
| 克里斯汀·貝爾               | 于正昇                                           | 林英傑                                                                       | 湯瑪斯（Thomas）             |                                         |      |
| 比利·克諾利                 | 楊少文                                           | 黃智賢                                                                       | 班（Ben）                    |                                         |      |
| 喬·貝克                     | 胡大衛                                           | 龔國強                                                                       | 隆（Lon）                    |                                         |      |
| 琳达·亨特                   | 張萍萍                                           | 葉德嫻 (對白及唱歌)                                                          | 周帅                         | 柳樹婆婆（Grandmother Willow）          |      |
| 丹尼·曼                     | 使用原音                                         | 使用原音                                                                     | 波斯（Percy）                |                                         |      |
| 法蘭克·華爾克               | 使用原音                                         | 使用原音                                                                     | 菲莉特（Flit）               |                                         |      |
| 蜜雪兒·聖·詹姆士            | 劉小芸                                           | 郭碧珍                                                                       | 妮可曼（Nakoma）             |                                         |      |
| 詹姆士·阿帕莫特·法恩        | 官志宏                                           | 劉昭文                                                                       | 高剛（Kocoum）               |                                         |      |
| 戈登·圖特西斯               | 胡觉海                                           | 甄錦華                                                                       | 奇卡特（Kekata）             |                                         |      |
|                             | 呂佩玉 黃大城 謝文德 龍祥輝 樓恩奇 陳秀珠 林美滿 | 郭思穎 梁灼彬 黃偉年 陶贊新 鄭鴻昌 胡啟榮 譚錫禧 陳碧清 曹潔敏 楊淑貞 周小君 |                              |                                         |      |

## 音樂
〈風之彩〉演唱:辛曉琪 ，李蕙敏（粤）

## 評價及獎項
這部電影在美國約獲得1.41億美元、全世界約3.46億美元的票房收入。
由亞倫·孟肯、史蒂芬·史瓦茲兩人譜寫的電影配樂總共獲得了兩項奧斯卡金像獎，其中一個受獎項目就是單曲「Colors of the Wind」。這部電影的原聲帶也非常成功，且曾於1995年7月22日登上了公告牌二百強專輯榜的第一名，後來也獲得了RIAA認證中的三項白金獎。

### 獎項
| 結果   | 獎項                               | 獲獎項目／被提名項目                    |
| ------ | ---------------------------------- | --------------------------------------- |
| 獲獎   | 奧斯卡最佳原創歌曲獎               | 「Colors of the Wind」                  |
| 獲獎   | 奧斯卡最佳原創音樂獎               |                                         |
| 獲獎   | 金球獎最佳原創歌曲獎               | 「Colors of the Wind」                  |
| 被提名 | 金球獎最佳原創音樂獎               |                                         |
| 獲獎   | 安妮獎最佳動畫電影獎               |                                         |
| 獲獎   | 葛萊美獎最佳電影、電視或媒體配樂獎 | 「Colors of the Wind」                  |
| 獲獎   | 廣播音樂協會（BMI）電影音樂獎      |                                         |
| 獲獎   | 製作設計個別獎                     | 麥可·吉亞莫（Michael Giamo）            |
| 被提名 | 製作設計個別獎                     | 克莉絲汀·蒙特拉（Christine Montera）    |
| 被提名 | 動畫角色設計個別獎                 | 克里斯·巴克（Chris Buck）                         |
| 被提名 | 動畫角色設計個別獎                 | 大衛·布魯伊克斯馬（）                   |
| 獲獎   | 動畫角色設計個別獎                 | 尼克·拉涅利（）                         |
| 獲獎   | 音樂個別獎                         | 亞倫·孟肯（曲） 史蒂芬·史瓦茲（）（詞） |

### 評價
雖然這部電影在票房的表現良好，但是它在爛番茄網站上只拿到了55%的成績。
另外，這部電影曾被羅伊·瘋馬酋長（Chief Roy Crazy Horse）強烈的批評，說它的劇情內容和真實歷史的差距遙遠，且電影中英國人對印第安人們的負面待遇也是一項對原住民族人的嚴重冒犯。他還指出，迪士尼曾經拒絕了原住民為了要提供歷史事實來讓迪士尼順利製片的幫助。

## 發行
《風中奇緣》的錄影帶版本是於1996年首度發行的，成為了「華特迪士尼傑作收藏」的一部份。2月20日開始發行的初始錄影帶版本使用的是1989年的原始「華特迪士尼經典」標誌，但2月28日之後發行的版本使用的則是一般的「傑作」（Masterpiece）標誌。
這部電影連同其續集《風中奇緣2：倫敦之旅》的DVD版本則是於2000年首度問世，其中《風中奇緣》的DVD成為了「華特迪士尼黃金經典收藏」（Walt Disney Gold Classic Collection）的一部分。2005年時，這部電影的十周年雙碟特別版DVD發行了，其中包括了一些新的片段（增加了兩個「If I Never Knew You」的片段），以及許多其它的特別收錄。
這部電影的DVD、VCD版本則是分别由中录德加拉以及博伟在中国大陆与台湾发行。其原聲帶則是先由滚石在中国大陆与台湾发行后，再由EMI、艾迴分别在中国大陆与台湾二度发行。在香港版，男女主角粵語配音為劉德華及魏綺清、主題曲及劇中女主角歌曲均為李蕙敏主唱，而男女主角國語配音為劉德華及辛曉琪。在這部電影上映後不久，迪士尼就發行了一套這部電影的電子遊戲。中国大陆地区在2010年CCTV6首播该片，并于2011年重播时做过一条配音。

## 電子遊戲
1996年1月1日，SEGA發行了一套和這部電影同名、適用於Mega Drive的電子遊戲。這套遊戲是由Funcom公司在與迪士尼的簽約之下製作的。之後，它又於同年的6月10日發行了一個適用於Game Boy以及PlayStation的版本，而其發行的日期距離這部電影的首映會有將近一年之久。原本還有一個適用於超級任天堂的版本，它和Mega Drive的版本大約是在同時間進行製作的，但後來因為開發進度落後，無法趕上Mega Drive版本的發行日期而被取消。
遊戲中，玩家必須在NPC菲莉特（Flit）的指引下分別扮演寶嘉康蒂（Pocahontas）以及米糕（Meeko）兩個角色突破重重的難關。在旅途中，玩家（也就是寶嘉康蒂）可以透過幫助動物而從牠們的靈魂中獲得許多不同的新能力。這套遊戲也像大多基於電影而改編的遊戲一樣，劇情大致上和電影相符，但是仍然有許多的狀況和事件與電影有相異之處。

## 外部連結
- AllMovie上《风中奇缘》的资料（英文）
- 大卡通資料庫上《风中奇缘》的資料（英文）

- 互联网电影数据库（IMDb）上《风中奇缘》的资料（英文）
- 豆瓣电影上《风中奇缘》的資料 （简体中文）
- Box Office Mojo上《风中奇缘》的資料（英文）
- 爛番茄上《风中奇缘》的資料（英文）
- 風中奇緣：十周年特別版DVD評論及訪問 （页面存档备份，存于）